# Zdeněk Kolíbal
Zdeněk Kolíbal (duben 1942 Brno –⁠⁠⁠⁠⁠⁠ 2022 Brno) byl český profesor strojního inženýrství.

## Život
Narodil se v dubnu 1942. V roce 1968 úspěšně absolvoval studium oboru Výrobní stroje a zařízení na Fakultě strojní VUT a na VUT poté v listopadu 1968 začal pracovat. V roce 1984 získal titul kandidát věd poté, co absolvoval obor Stavba výrobních strojů a zařízení. V roce 1989 se habilitoval pro obor Stroje a zařízení strojírenské výroby a v květnu 2002 byl jmenován profesorem pro obor Konstrukční a procesní inženýrství. Během své kariéry působil jako znalec v oborech dopravy, strojírenství a ekonomiky. V roce 2022 mu byla udělena Zlatá medaile VUT za vybudování brněnské konstrukční školy průmyslových robotů a manipulátorů a za celoživotní práci pro Vysoké učení technické v Brně.
V senátních volbách v roce 2008 kandidoval jako člen KDU-ČSL do Senátu PČR v senátním obvodu č. 60 – Brno-město. Se ziskem 6,78 % hlasů skončil na předposledním pátém místě, a do druhého kola voleb tak nepostoupil.
Zemřel na přelomu listopadu a prosince 2022 v Brně.